# Laguna de los Cerros

Laguna de los Cerros dans le cadre des sites olmèques de la «Zone métropolitaine»

Laguna de los Cerros est un site archéologique mésoaméricain encore mal connu situé à 5 km au sud de la localité de Corral Nuevo dans l'État de Veracruz au Mexique, au sud du massif de la sierra de las Tuxtlas. Il occupe une superficie de 40 ha.  
En 1960, il a fait l'objet de fouilles superficielles  par Alfonso Medellin Zenil. Ce dernier a cartographié 95 monticules, hauts de 1 à 30 m. Il était persuadé que le site datait de l'Époque classique récente.  Les archéologues pensent actuellement que des monuments olmèques ont été déplacés par les habitants de l'Époque classique et que le site fut contemporain de San Lorenzo.
On trouve dans les environs de Laguna de los Cerros plusieurs sites satellites, parmi lesquels Llano del Jicaro, identifié comme un atelier de sculpture, qui pourrait avoir eu des débouchés plus éloignés comme San Lorenzo ou La Venta. 
L'absence de «têtes colossales», considérées comme des marqueurs de la culture olmèque dans les autres grands centres de San Lorenzo, La Venta et Tres Zapotes, a laissé les  spécialistes perplexes. Michael D. Coe prédisait en 1965 qu'on en trouverait. Ce ne fut pas le cas jusqu'à présent. Susan D. Gillespie a avancé l'idée que pour les dirigeants de San Lorenzo ou La Venta, construire des monuments de grande taille, dont les matériaux venaient de loin, comportait un élément de prestige, alors que pour les dirigeants de Laguna de los Cerros, disposant de pierre en abondance à proximité, ce facteur aurait eu moins d'importance.